# Watson Pond State Park

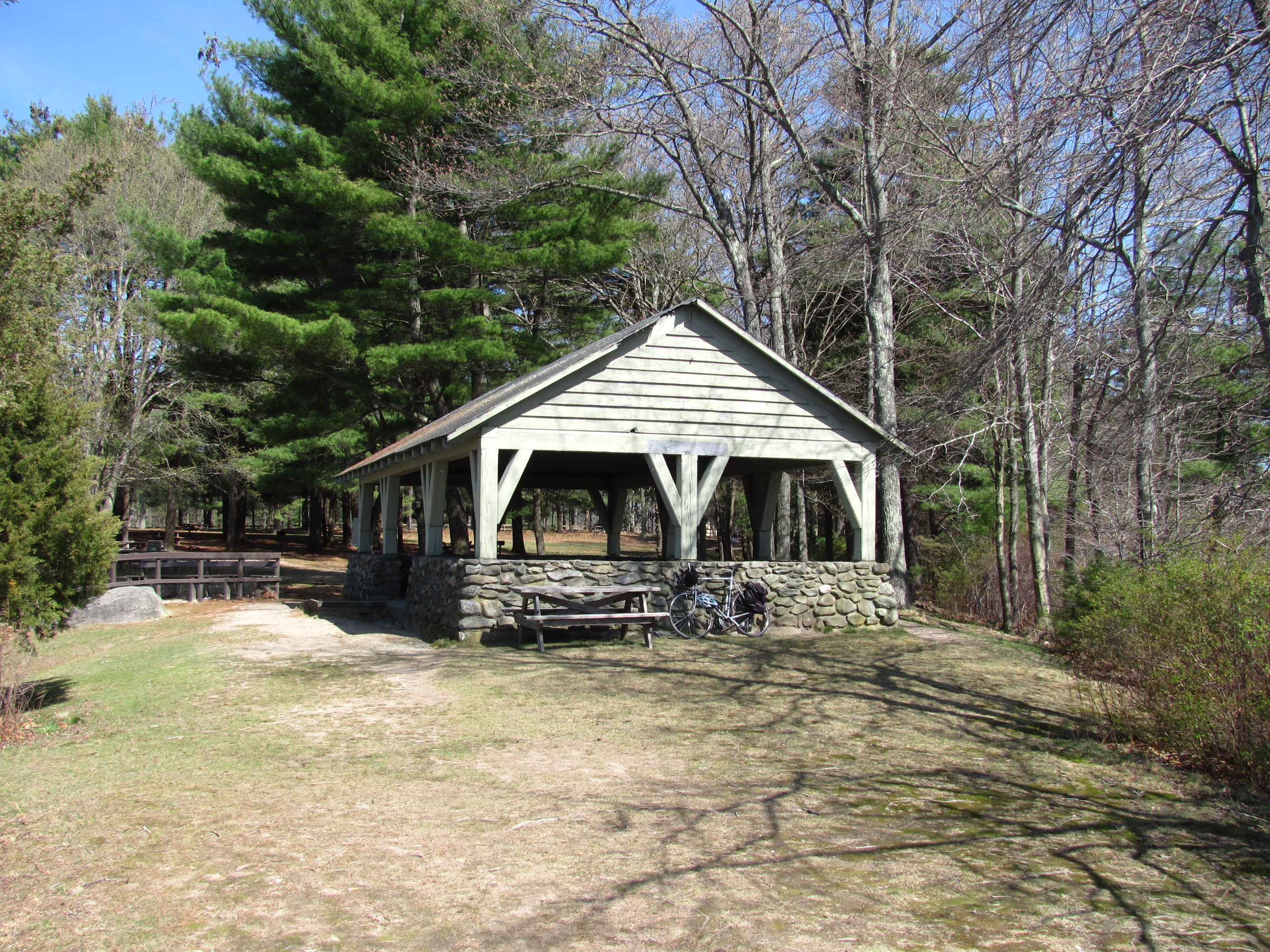
Der Pavillon im Park

Der Watson Pond State Park ist ein vier Hektar großer State Park im US-Bundesstaat Massachusetts in Taunton.
Der Park bietet natürliche Badeseen, darunter den namensgebenden Watson Pond, Picknickareale, einen etwa 90 Meter langen Strand und ein Badehaus. Zudem existiert ein kleiner Pavillon im Park.
Erreichbar ist der Park über den Interstate 495.